# Hafnerbach (Pielach)
Der Hafnerbach (auch Zenobach) ist rechter Zufluss zur Pielach bei Hafnerbach in Niederösterreich.
Der Hafnerbach entspringt bei Hengstberg im südlichen Dunkelsteinerwald und strömt über Korning auf Hafnerbach zu, wo links der aus Stein zufließende Steiner Bach mündet. Südwestlich von Korning knapp vor der Einmündung des Steiner Baches befindet sich neben dem Bach ein Figurenbildstock, der den hl. Zeno zeigt und auch die Pfarrkirche Hafnerbach ist den hl. Zeno geweiht. Nach dem Durchfluss durch Hafnerbach mündet der Hafnerbach von rechts in die Pielach. Sein Einzugsgebiet umfasst 9,8 km² in weitgehend offener Landschaft.